# Виробнича інфраструктура
Виробни́ча інфраструкту́ра — це комплекс галузей, що обслуговують основне виробництво і забезпечують його ефективну економічну діяльність. До них належать транспорт, зв'язок, електроенергетика, кредитно-фінансові заклади, спеціалізовані галузі ділових послуг. Надаючи послуги основному виробництву, вони підвищують його ефективність, тому виробнича діяльність цих галузей суттєво збільшує результати суспільного виробництва.
Виробничу структуру підприємства, зокрема, складають:
- допоміжні та обслуговуючі цехи та господарства підприємства (ремонтний, інструментальний, енергетичний, транспортний, складське господарство тощо);
- допоміжні дільниці та служби, що розміщені у основних цехах;
- магістральні об'єкти, комунікаційні мережі, засоби збору та обробки інформації, природоохоронні споруди тощо.

Склад та розміри об'єктів виробничої інфраструктури підприємств залежать від галузі, типу та масштабу виробництва, особливостей конструкцій та технології виготовлення виробів, рівня спеціалізації підприємства.
Підприємство — це не лише техніко-технологічна цілісність. Сучасний менеджмент розглядає підприємство перш за все як групу людей, які об єдналися для досягнення загальної мети. Людина на виробництві є одночасно і фактором виробництва, і джерелом його розвитку. Тому ' сучасне підприємство несе перед суспільством як економічну, так і соціальну відповідальність. Пряма соціальна дія для підприємства знаходить своє відображення у формуванні соціальної інфраструктури підприємства.

## Соціальна інфраструктура підприємства
Соціальна інфраструктура — це сукупність підрозділів підприємства, які забезпечують задоволення соціально-побутових та культурних потреб робітників підприємства. Соціальна інфраструктура, як правило, складається з підрозділів громадського харчування, охорони здоров'я, дитячих дошкільних закладів, закладів освіти, житлово-комунального господарства, організації відпочинку, заняття фізкультурою та спортом.
Організація та стан інфраструктури суттєво впливають на економіку підприємства. В сучасних умовах у сфері технічного обслуговування виробництва на промислових підприємствах працюють від 40 до 50% всього промислово-виробничого персоналу. Це зумовлено не тільки відносно, великими обсягами робіт по обслуговуванню основного виробництва. Багато допоміжних та обслуговуючих операцій за своїм характером важко піддаються механізації та автоматизації. Через нестабільність, нерегулярність та різноманітність ці операції досить важко планувати, нормувати та регламентувати. Для допоміжних підрозділів характерні одиничний та дрібносерійний типи виробництва зі значним обсягом ручної праці. Роздрібненість допоміжних та обслуговуючих служб і господарств, низький рівень їх спеціалізації та централізації зумовили їх відсталість у технології та організації праці. Аналіз господарської діяльності підприємств свідчить про суттєвий розрив у техніко-організаційному рівні між основним та допоміжним виробництвом. На допоміжних та обслуговуючих операціях нижчий рівень механізації і автоматизації, значно вище доля ручної праці, що перетворює інфраструктуру у вузьке місце більшості вітчизняних підприємств.

## Виробнича інфраструктура підприємства
Прогрес у розвитку техніки та технології основного виробництва викликає необхідність адекватних змін виробничої інфраструктури підприємств. Підвищення рівня механізації і автоматизації виробничих процесів збільшує обсяги та складність робіт щодо ремонту, догляду та налагоджування устаткування, передбачає значне розширення номенклатури інструменту, оснастки та пристосувань. Перехід до нових технологій та прискорення технологічних режимів роботи устаткування підвищує вимоги до якості і збільшує потреби у різних видах енергії. Ускладнення виробничих процесів та поглиблення внутрішньовиробничих зв'язків між підрозділами збільшують обсяги робіт по транспортуванню. Постійно зростають навантаження на комунікаційні мережі підприємства. Все це суттєво підвищує роль і значення виробничої інфраструктури підприємства.
Для досягнення високих господарських результатів діяльності підприємства недостатньо раціонально організувати робочі місця, налагодити їх забезпечення та функціонування. Важливо створити комфортне соціальне середовище, сприятливий психологічний клімат, активізувати соціальну мотивацію праці. Все це безпосередньо впливає на продуктивність праці і кінцеві результати діяльності підприємства.
В сучасних умовах досягнення високих техніко-економічних показників виробництва неможливо без збалансованого розвитку як основного виробництва, так і виробничої та соціальної інфраструктури.

## Система технічного обслуговування підприємства
Необхідними умовами нормального перебігу виробничого процесу на підприємстві є:
1. підтримання у робочому стані машин та устаткування;
2. своєчасне забезпечення робочих місць сировиною, матеріалами, інструментами;
3. живлення агрегатів енергією, виконання транспортних операцій.

На підприємстві для позначення всіх цих процесів у сукупності використовується поняття — система технічного обслуговування виробництва.
В рамках системи технічного обслуговування виробництва виконуються такі функції:
- ремонт технологічного, енергетичного, транспортного та іншого устаткування, догляд за ним та налагоджування;
- забезпечення робочих місць інструментом та пристосуванням як власного виробництва, так і придбання на стороні;
- переміщення вантажів та виконання вантажно-розвантажувальних робіт;
- забезпечення підрозділів підприємства електричною і тепловою енергією, парою, газом, стиснутим повітрям тощо;
- забезпечення цехів сировиною, основними та допоміжними матеріалами, паливом, зберігання напівфабрикатів власного виготовлення та готової продукції.

### Ремонтне господарство
Машини і устаткування складаються із багатьох конструктивних елементів, які у процесі експлуатації зазнають різних навантажень і тому зношуються нерівномірно. Виникає необхідність відновлення та заміни зношених частин устаткування, яке ще придатне для подальшого використання.
Ремонт — це процес підтримання устаткування у робочому стані та відновлення його початкової дієспроможності, яка була втрачена в результаті виробничого використання. Підрозділи, що входять до складу ремонтного господарства, здійснюють технічне обслуговування та ремонт основних засобів, монтаж та введення в дію нового устаткування, виготовлення запасних частин, нестандартного обладнання та модернізацію діючого.
За централізованої форми весь ремонтний персонал підприємства підпорядкований головному механіку. Децентралізована форма, навпаки, передбачає, що всі види ремонтних робіт виконуються персоналом цехових ремонтних баз, що підпорядковані начальникам цехів.
Змішана форма організації ремонтів поєднує у собі централізовану та децентралізовану: технічне обслуговування та поточний ремонт здійснює ремонтний зал виробничих цехів, а капітальний ремонт, модернізацію, виготовлення запасних частин та стандартного устаткування — персонал ремонтно-механічного цеху.